# Saigon-Hanoi
Saigon-Hanoi is een stripalbum dat voor het eerst is uitgegeven in 1992 met Bernard Cosendai als schrijver, tekenaar en inkleurder. Deze uitgave werd uitgegeven door Dupuis in de collectie vrije vlucht.